# Nico Schlotterbeck
Nico Schlotterbeck, född 1 december 1999 i Waiblingen, är en tysk fotbollsspelare som spelar för Borussia Dortmund och Tysklands landslag.

## Klubbkarriär
Inför säsongen 2022/2023 värvades Schlotterbeck av Borussia Dortmund, där han skrev på ett femårskontrakt.

## Landslagskarriär
Schlotterbeck debuterade för Tysklands landslag den 27 mars 2022 i en 2–0-vinst över Israel. I november 2022 blev Schlotterbeck uttagen i Tysklands trupp till VM 2022.